# Entreteniment
L'entreteniment és una diversió o distracció amb l'objectiu d'esplaiar-se, relaxar-se o passar el temps. Generalment, l'entretenidor fa el possible per a mantenir l'atenció del públic o dels participants.
A diferència d'altres activitats, un entreteniment, una diversió o una distracció no té necessàriament un fi, ni tan sols cultural, sinó que simplement es fa per a relaxar el cos o la ment d'altres activitats rutinàries o pesades (més prop de l'arrel de diversió o distracció), o bé per a passar el temps (més prop de l'arrel de entretenir).

## Etimologia
El terme «entreteniment» es d'origen llatí. «Entretenir» prové de «tenir» i la primera font coneguda en llengua catalana data de 1558.

## Psicologia i filosofia
L'entreteniment es pot distingir d'altres activitats com ara l'educació i el màrqueting tot i que s'ha après a utilitzar l'atractiu de l'entreteniment per assolir els seus diferents objectius. De vegades, l'entreteniment pot ser una barreja de tots dos. Els estudiosos reconeixen la importància i l'impacte de l'entreteniment i la seva creixent sofisticació ha influit pràctiques en altres camps com la museologia.
| Aplaudiment                                                                     |
|                                                                                 |
| Públic aplaudint una actuació de Cavalleria Rusticana de Pietro Mascagni (2011) |
|                                                                                 |

Els psicòlegs diuen que la funció de l'entreteniment dels mitjans és «l'assoliment de la satisfacció». No se sol esperar cap altre resultat o benefici mesurable (excepte potser la puntuació final en un entreteniment esportiu). Això contrasta amb l'educació (que està dissenyada amb el propòsit de desenvolupar la comprensió o ajudar a la gent a aprendre) i el màrqueting (que pretén animar la gent a comprar productes comercials). Tanmateix, les distincions es difuminen quan l'educació pretén ser més "entretinguda" i l'entreteniment o el màrqueting pretenen ser més "educatius". Aquestes mescles són sovint conegudes pels neologismes "edutainment" o "infotainment". La psicologia de l'entreteniment, així com de l'aprenentatge s'ha aplicat a tots aquests camps. Una mica d'educació-entreteniment és un intent seriós de combinar les millors característiques de tots dos. Algunes persones s'entretenen amb el dolor dels altres o la idea de la seva infelicitat (schadenfreude).
Un entreteniment pot anar més enllà de la gratificació i produir una visió del seu públic. L'entreteniment pot considerar amb habilitat qüestions filosòfiques universals com ara: «Què vol dir ser humà?»; «Què és el correcte a fer?»; o «Com sé el que sé?». «El sentit de la vida», per exemple, és el tema en una àmplia gamma de formes d'entreteniment, incloent pel·lícules, música i literatura. Preguntes com aquestes condueixen a moltes narracions i drames, tant si es presenten en forma de història, pel·lícula, obra de teatre, poema, llibre, dansa, còmic o joc. Exemples dramàtics inclouen l'influent obra de teatre Hamlet de Shakespeare, l'heroi de la qual articula aquestes preocupacions en poesia; i pel·lícules, com ara The Matrix, que explora la naturalesa del coneixement i va ser llançada a tot el món. Les novel·less ofereixen un gran marge per investigar aquests temes mentre entretenen els seus lectors. Un exemple d'un treball creatiu que considera les qüestions filosòfiques de manera tan entretinguda que s'ha presentat en un ventall molt ampli de formes és The Hitchhiker's Guide a la galàxia. Originalment una comèdia radiofònica, aquesta història es va fer tan popular que també ha aparegut com a novel·la, pel·lícula, sèrie de televisió, espectacle escènic, còmic, audiollibre, disc LP, joc d'aventures i joc en línia, les seves idees es van convertir en referències populars i s'han traduït a moltes llengües. Els seus temes engloben el sentit de la vida, així com «l'ètica de l'entreteniment, la intel·ligència artificial, els mons múltiples, Déu i el mètode filosòfic».

## Tipus
Existeixen molts tipus d'entreteniment, com ara:
| - Apostar - Art - Ballar - Beure - Caça - Circ - Cinema - Col·leccionisme - Conversar - Esport - Focs artificials - Jocs - Hobby - Humor | - Lectura - Màgia - Museus - Música - Parcs temàtics - Passeig - Pesca - Premsa - Ràdio - Revista (espectacle) - Teatre - Televisió - Trencaclosques - xarxes socials |

## Indústria
L'entreteniment és un gran negoci, especialment als Estats Units, però omnipresent en totes les cultures.
Encara que els reis, els governants i els poderosos sempre han pogut pagar per l'entreteniment que se'ls ofereix i, en molts casos, han pagat per l'entreteniment públic, la gent en general ha fet el seu propi entreteniment o, quan és possible, ha assistit a una actuació en directe. Els avenços tecnològics del segle xx, especialment a l'àrea dels mitjans de comunicació de masses, van fer que l'entreteniment pogués ser produït independentment de l'audiència, empaquetat i venut de manera comercial per una indústria de l'entreteniment. La indústria es va fer tan sofisticada que la seva economia es va convertir en una àrea separada d'estudi acadèmic.
La indústria cinematogràfica és una part de la indústria de l'entreteniment. Els seus components inclouen el Hollywood
 i Bollywood les indústries cinematogràfiques, així com el cinema del Regne Unit i tot el cinemes europeus, incloent el França, Alemanya, Espanya, Itàlia i altres. La indústria del sexe és un altre component de la indústria de l'entreteniment, aplicant les mateixes formes i mitjans (per exemple, pel·lícules, llibres, dansa i altres actuacions) al desenvolupament, comercialització i venda de productes sexuals amb caràcter comercial.
Els parcs d'atraccions entretenen els hostes pagadors amb atraccions, com ara muntanyes russes, ferrocarrils en miniatura muntables, atraccions aquàtiques i atraccions fosques, així com altres esdeveniments i atraccions associades. Els parcs estan construïts en una gran àrea subdividida en àrees temàtiques anomenades "terres". De vegades, tot el parc d'atraccions es basa en un tema, com ara els diversos parcs SeaWorld que se centren en el tema de la vida marina.
Una de les conseqüències del desenvolupament de la indústria de l'entreteniment ha estat la creació de nous tipus d'ocupació. Tot i que treballs com ara escriptor, músic i compositor continuen existint com sempre, és probable que les persones que facin aquesta feina siguin emprades per una empresa en lloc d'un mecenes com ho havien estat abans. Han aparegut nous llocs de treball, com ara el de gaffer o el de supervisor d'efectes especials a la indústria cinematogràfica, i el d'assistent en un parc d'atraccions.
La indústria atorga premis prestigiosos per l'excel·lència en els diferents tipus d'entreteniment. Per exemple, hi ha premis de música, jocs (inclosos videojocs), còmics, comèdia, teatre, televisió, cinema, dansa i màgia. Els premis esportius es fan pels resultats i l'habilitat, més que pel valor d'entreteniment.

## Arquitectura

### Arquitectura per a l'entreteniment
Les estructures construïdes expressament com a espais d'entreteniment per al públic han produït molts edificis famosos i innovadors, entre els més reconeixibles es troben les sales de teatre. Per als antics grecs, "la importància arquitectònica del teatre és un reflex de la seva importància per a la comunitat, que es fa palesa en la seva monumentalitat, en l'esforç fet en el seu disseny i en la cura posada al seu detall". Els romans van desenvolupar posteriorment l'estadi en una forma ovalada coneguda com a circ. En els temps moderns, alguns dels edificis més grans per a l'entreteniment han donat fama a les seves ciutats i als seus dissenyadors. La Sydney Opera House, per exemple, és un Patrimoni de la Humanitat i The O₂ de Londres és un recinte d'entreteniment que conté una arena interior, un club de música, un cinema i un espai d'exhibició. El Festspielhaus de Bayreuth a Alemanya és un teatre dissenyat i construït per a representacions d'una composició musical específica.
Dues de les principals preocupacions arquitectòniques per al disseny d'espais per a un públic massiu són la velocitat de sortida i la seguretat. La velocitat a la qual es buida el local és important tant per a la comoditat com per a la seguretat, perquè les grans multituds triguen molt a dispersar-se d'un lloc mal dissenyat, la qual cosa crea un risc de seguretat. La tragèdia de Hillsborough és un exemple de com els aspectes pobres del disseny d'edificis poden contribuir a la mort del públic. Les línies de visió i l'acústica també són consideracions importants de disseny a la majoria d'espais teatrals.
Al segle xxi, els espais d'entreteniment, especialment els estadis, "probablement figuren entre els principals gèneres arquitectònics". Tanmateix, requereixen "un enfocament totalment nou" del disseny, perquè han de ser "centres d'entreteniment sofisticats, espais multi-experiències, capaços de fer gaudir de moltes maneres diverses". Per tant, els arquitectes ara han de dissenyar "tenint en compte dues funcions diferents, com a centres esportius i d'entreteniment que acullen audiències en directe, i com a estudis esportius i d'entreteniment que atenen els requisits de visualització i escolta del públic remot".

Architecture for entertainment
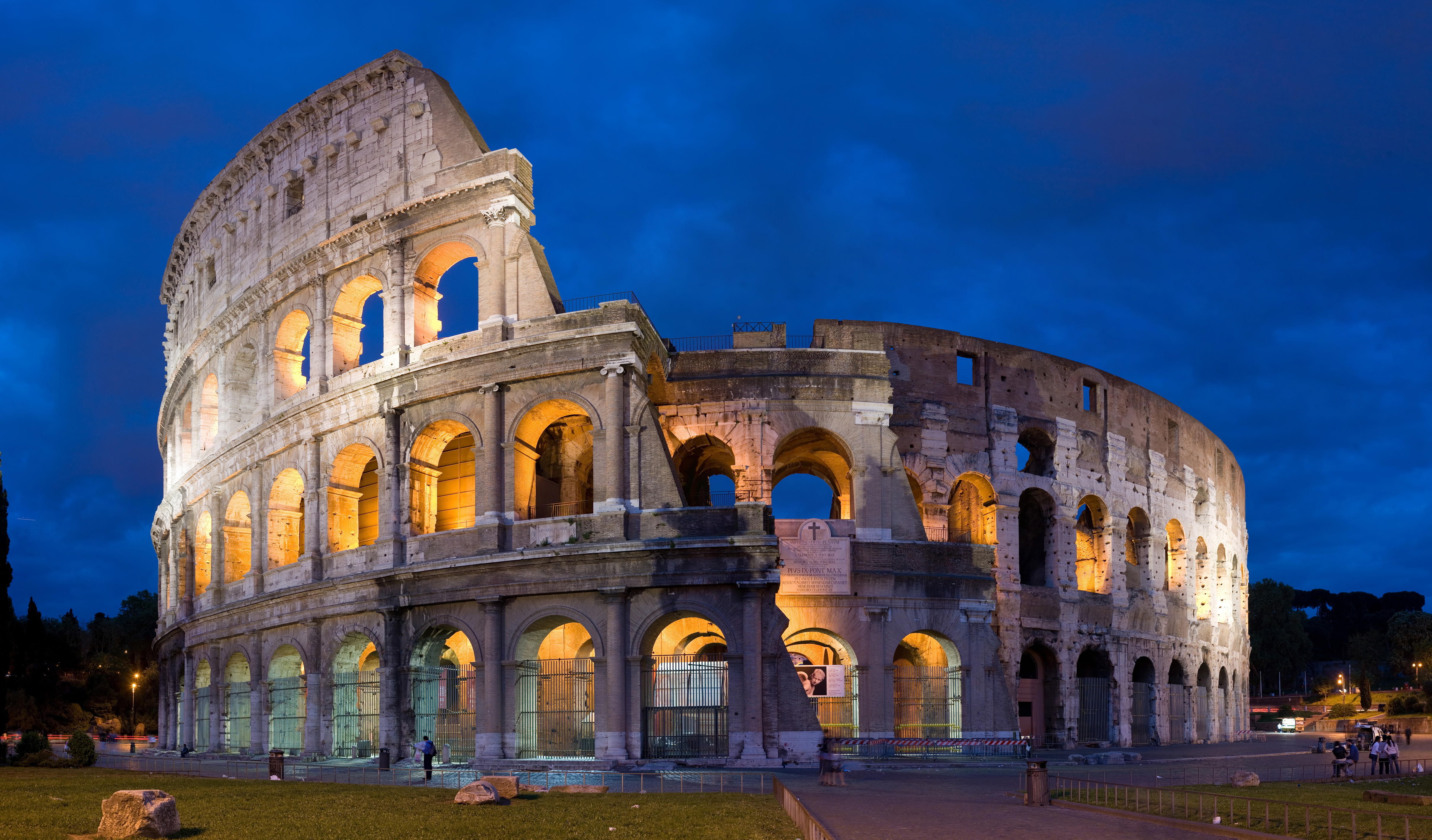
Colosseu, Roma (70–80 dC), lloc romà per a l'entreteniment de masses
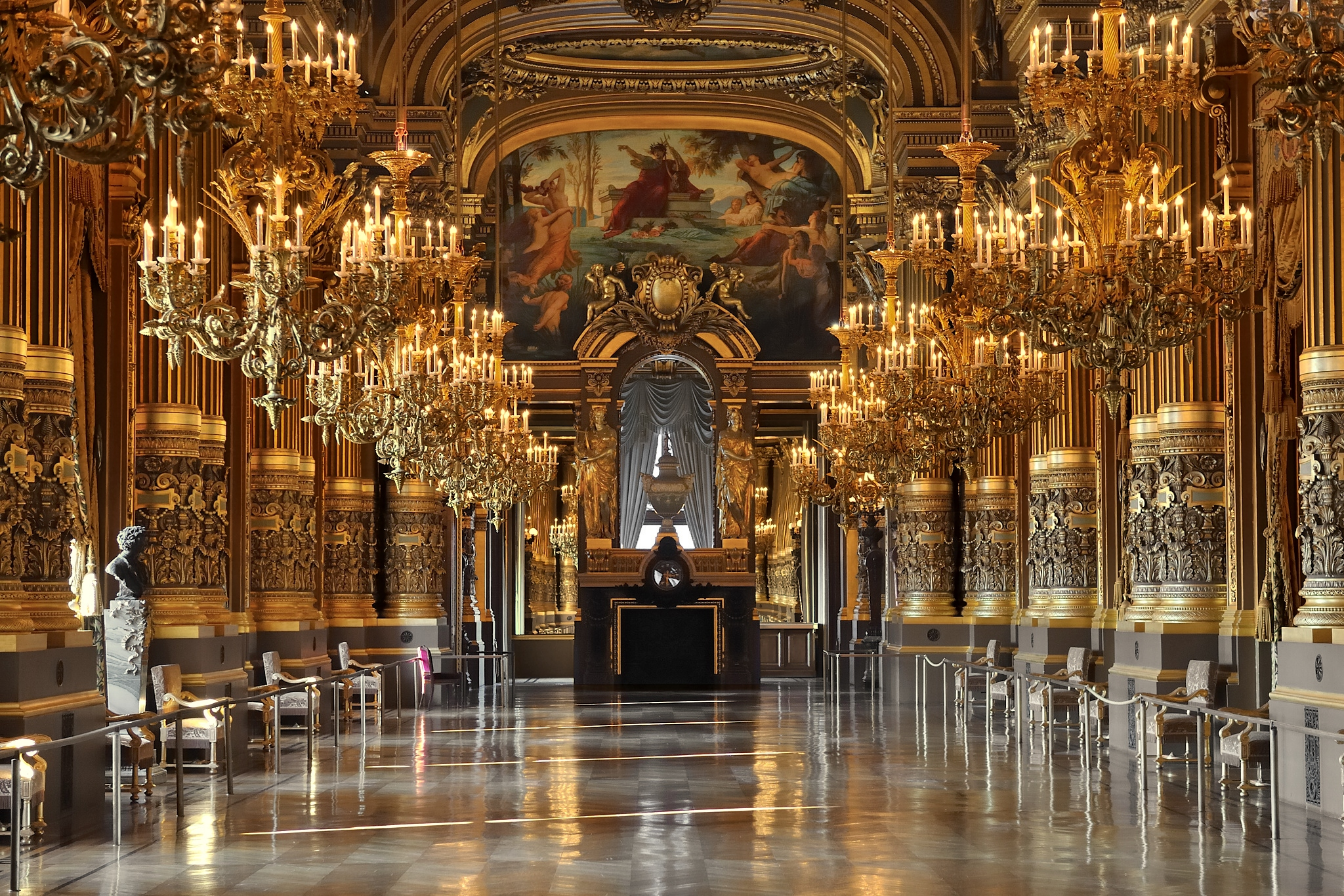
El Gran Foyer del Palais Garnier, París (1875), va influir en l'arquitectura d'arreu del món.
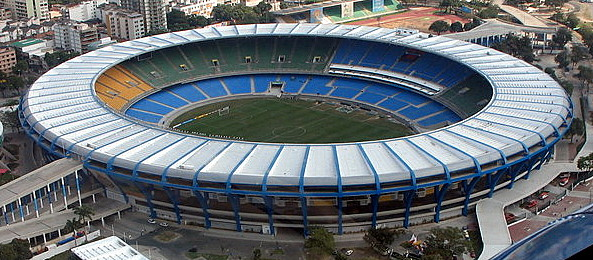
Maracanã, Rio de Janeiro, a la inauguració (1950) va ser l'estadi més gran del món per capacitat
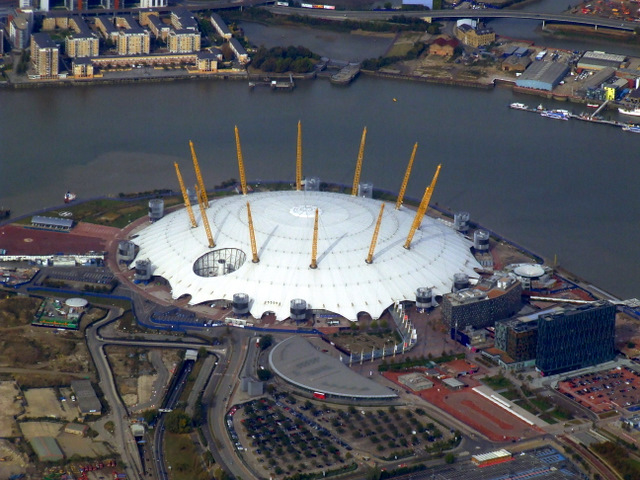
The O₂, Londres (2007)

### L'arquitectura com a entreteniment

Castell poc autèntic al parc d'atraccions Disneyland

Els arquitectes que superen els límits del disseny o la construcció de vegades creen edificis entretinguts perquè superen les expectatives del públic i del client i són estèticament excepcionals. Edificis com el Museu Guggenheim de Bilbao, dissenyat per Frank Gehry, són d'aquest tipus, convertint-se en una atracció turística i també en un important museu internacional. Altres edificis aparentment utilitzables són realment Capritxs, construïts deliberadament amb un propòsit decoratiu i no pensats per a ser pràctics.
D'altra banda, de vegades l'arquitectura és entreteniment, tot i que pretén ser funcional. La indústria turística, per exemple, crea o renova edificis com a "atraccions" que no s'han utilitzat mai o mai poden ser utilitzats per a la seva finalitat ostensible. En canvi, es reinventen per entretenir els visitants sovint simulant experiències culturals. Els edificis, la història i els espais sagrats es converteixen així en mercaderies per a la compra. Aquestes atraccions turístiques intencionades divorcien els edificis del passat de manera que "la diferència entre l'autenticitat històrica i els llocs d'oci/parcs temàtics contemporanis es fa difícil de definir". Alguns exemples inclouen "la preservació de l'Alcàsser de Toledo, amb la seva trista història de la Guerra Civil, la conversió de calabossos d'esclaus en atraccions turístiques a Ghana, [com, per exemple, el Castell de Cape Coast] i la presentació de la cultura indígena a Líbia". Els edificis construïts especialment als parcs d'atraccions representen el tema del parc i no solen ser ni autèntics ni completament funcionals.